# Planetă telurică

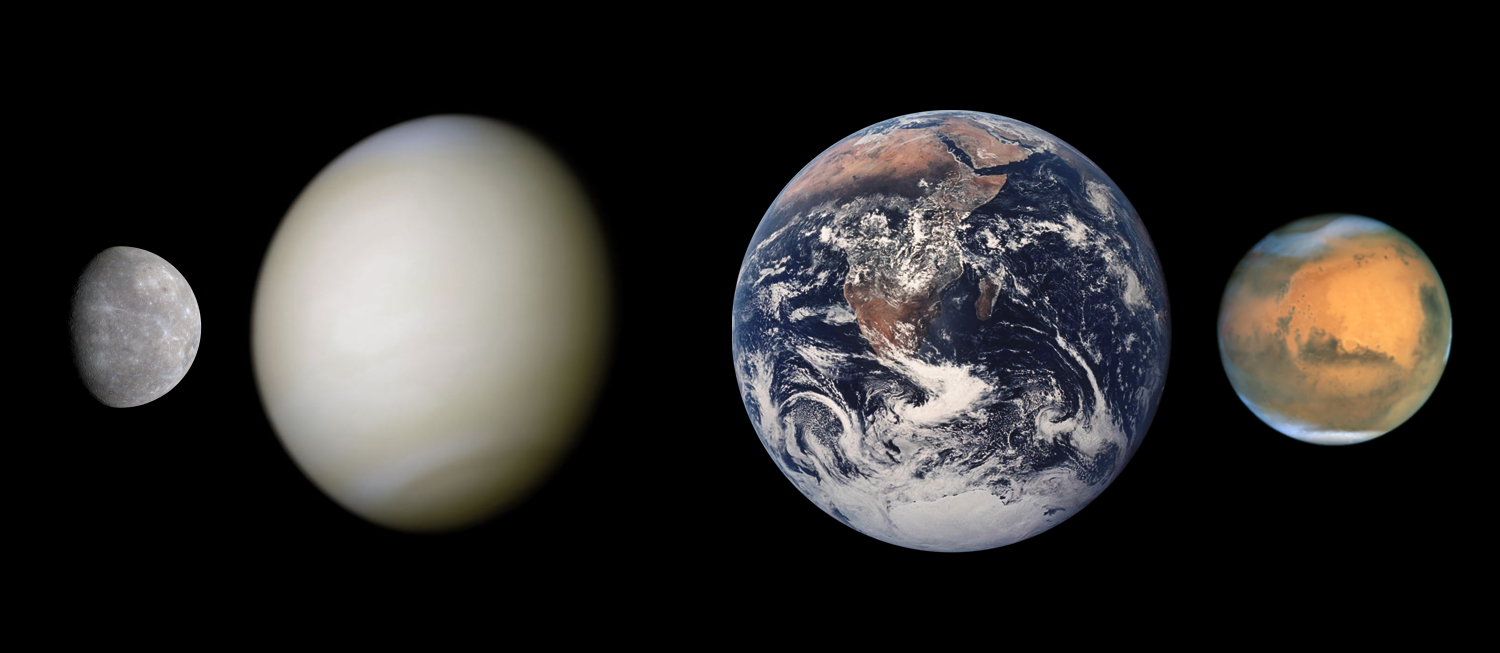
Planetele terestre sau telurice în culori reale, la scară: Mercur, Venus, Pământ și Marte.

O planetă telurică sau o planetă terestră, în opoziție cu planetele gazoase, este o planetă compusă din roci și din metale care posedă în general trei învelișuri concentrice (miez sau nucleu, manta și scoarță sau crustă). 

## Etimologie
Etimologia adjectivului din română teluric este binară: franceză tellurique și germană tellurisch. Acestea au fost formate pornind de la substantivul din latină tellus, -uris « pământ ». La romani, Tellus era „zeița fertilității pământului”. În latină, substantivele TERRA și TELLUS sunt sinonime.

## Descriere
Toate planetele telurice, la fel ca și Pământul, sunt stâncoase și conțin silicați și fier.
Suprafața unei planete telurice este solidă și este compusă îndeosebi din elemente nevolatile. Densitatea sa este, prin urmare, relativ importantă și cuprinsă între 4 și 5,5.
În Sistemul nostru Solar, planetele telurice sunt cele patru planete interne, situate între Soare și centura de asteroizi: Mercur,Venus, Terra și Marte.
Luna, mica planetă Ceres, cât și Io, primul din cei patru sateliți ai lui Jupiter, au o structură similară și ar putea să fie caracterizate ca «telurice». Nu toți specialiștii sunt de acord, însă, cu această caracterizare.
Prin contrast, planetele netelurice sunt de obicei compuse din lichide (în formă înghețată sau și gazoasă) și sunt formate cel mai des din hidrogen, heliu sau apă.
Începând din anii 1990 s-au descoperit și planete extrasolare (exoplanete), între care probabil că unele dintre ele sunt telurice. Ele pot avea o masă de până la de 7 ori mai mare decât cea a Pământului.
La 7 martie 2009 NASA a lansat sonda (misiunea) spațială Kepler (numită așa după astronomul german Johannes Kepler), care are scopul de a descoperi noi exoplanete asemănătoare Pământului, cu ajutorul unui telescop și al unui fotometru speciale. La 23 iulie 2015 NASA a anunțat publicului că misiunea Kepler a identificat o planetă ce orbitează în jurul stelei Kepler-452 (constelația Lebăda). Această exoplanetă a primit denumirea de Kepler-452b. Este prima planetă „similară” Pământului descoperită în „zona locuibilă” a unei stele foarte asemănătoare cu Soarele; totodată este a doua, cea mai asemănătoare Pământului planetă cunoscută până în prezent (după Kepler-438B).

## Structură

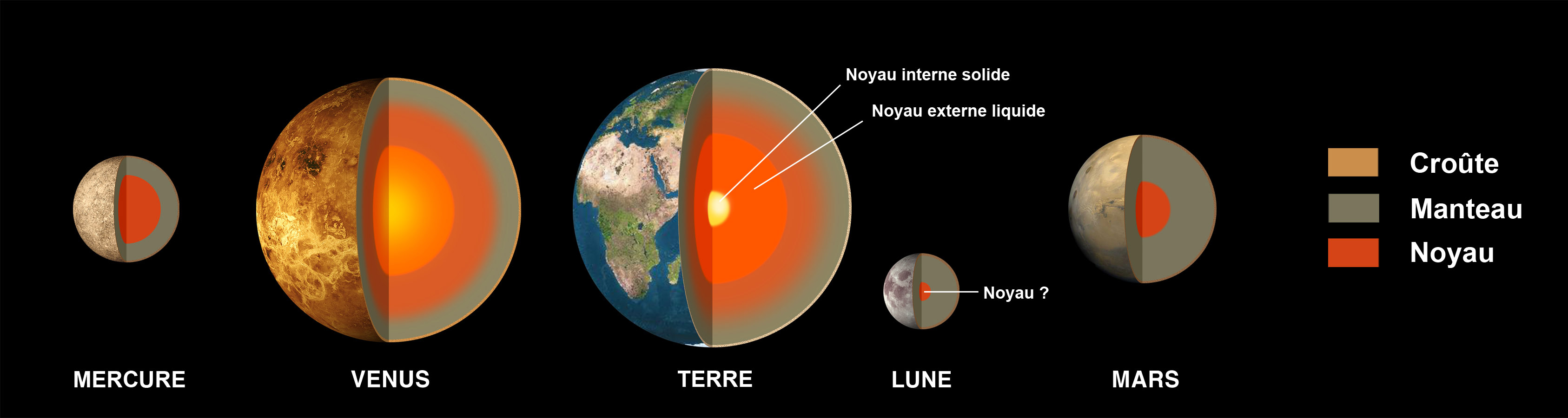
Structura internă a planetelor telurice şi a Lunii.

Planetele telurice au cam aceeași structură: un nucleu central metalic (adesea din fier) înconjurat de o manta de silicați și scoarță sau crustă. Luna este asemănătoare, însă posedă un nucleu de fier mult mai mic. Planetele telurice au canioane, cratere, munți și vulcani. Ele posedă atmosfere secundare  (atmosfere generate prin vulcanismul intern sau impacturile cometelor), contrar gigantelor gazoase care posedă o atmosferă primară (atmosfere capturate direct de la nebuloasa originară solară).
Teoretic, există două tipuri de planete telurice sau stâncoase: una dominată de compuși de siliciu (planete de silicați) și alta dominată de compuși de carbon (planete de carbon ori „planete carbonice”, sau „planete de diamante”).
Planeta poate fi înconjurată de o atmosferă secundară bogată în compuși de carbon.